# Tsurugashima
Tsurugashima (鶴ヶ島市 Tsurugashima-shi) é uma cidade japonesa localizada na província de Saitama.
Em 2003 a cidade tinha uma população estimada em 68 556 habitantes e uma densidade populacional de 3 866,67 h/km². Tem uma área total de 17,73 km².
Recebeu o estatuto de cidade a 1 de Setembro de 1991.